# Mean Opinion Score
Der Mean Opinion Score (MOS) ist das arithmetische Mittel einzelner Bewertungen und kann in einem Bereich von 1 (schlechtester Wert) bis 5 (bester Wert) liegen.
In der Telekommunikation wird der MOS-Wert vorwiegend zur Beurteilung der Qualität von Sprach- und Bildübertragungsdiensten benutzt. Es ist das Ergebnis eines festgelegten Ablaufs mehrerer Tests, bei dem die subjektiv wahrgenommene Qualität der Sprache beziehungsweise der Bilder durch eine Gruppe von Versuchspersonen beurteilt wird. Das Ergebnis der Testreihe wird in eine fünfstufige Qualitätsskala eingeordnet.

## MOS-Qualitätsskala
| Wert | Qualität      | Bedeutung                                                                                 |
| ---- | ------------- | ----------------------------------------------------------------------------------------- |
| 5    | ausgezeichnet | Es ist keine Anstrengung nötig, um die Sprache zu verstehen.                              |
| 4    | gut           | Durch aufmerksames Hören kann die Sprache ohne Anstrengung wahrgenommen werden.           |
| 3    | ordentlich    | Die Sprache kann mit leichter Anstrengung wahrgenommen werden.                            |
| 2    | mäßig         | Es bedarf großer Konzentration und Anstrengung, um die übermittelte Sprache zu verstehen. |
| 1    | mangelhaft    | Trotz großer Anstrengung kann man sich nicht verständigen.                                |

Mit dem MOS kann die Qualität unterschiedlicher Sprachkodierungen (Codec), Sprachverbindungen, Echokompensatoren oder Bildkompressionsalgorithmen miteinander verglichen werden.
Die Tests, die zur Ermittlung von MOS-Werten für Sprachübertragungen durchgeführt werden, unterscheidet man zwischen Listening only-, Conversational and Double Talk- und Interview and Survey-Tests. Es werden dabei unterschiedliche Qualitätsbewertungen durchgeführt, wie z. B. eine absolute Qualitätsbeurteilung, Qualitätsverschlechterungen, Beurteilung der Auswirkungen bestimmter Effekte. Die Tests (für Sprachübertragungen) sind in der ITU-T in der Empfehlung P.800 spezifiziert.
In den ITU-Empfehlungen P.830 bis P.834 werden subjektive Bewertungsmethoden für Telefonband-Codecs (300–3400 Hz), Breitband-Codecs (50–7000 Hz), für Echokompensatoren und für den Freisprechbetrieb erarbeitet.
MOS-Werte werden aber auch für Qualitätsbewertungen, die auf der Basis von objektiven Modellen (die das menschliche subjektive Qualitätsempfinden simulieren) und Netzplanungsmodellen durchgeführt werden. Dies führt häufig zu Verwirrungen und Missverständnissen.
Daher wurde mit der ITU-T-Empfehlung P.800.1 die folgende Terminologie zur Unterscheidung von unterschiedlichen Arten von MOS-Werten eingeführt:

## MOS-Wertunterscheidung
|            | Listening-only | conversational | talking  |
| objective  | MOS-LQOY       | MOS-CQOY       | MOS-TQOY |
| subjective | MOS-LQSY       | MOS-CQSY       | MOS-TQSY |
| estimated  | MOS-LQEY       | MOS-CQEY       | MOS-TQEY |

LQ = listening quality, CQ = conversational quality, TQ= talking quality
S = subjective, O = objective, E = estimated
Y ist ein Platzhalter, um die betrachtete Audiobandbreite zu kennzeichnen und kann die folgenden Werte annehmen:
- N steht für Schmalband (300–3400 Hz)
- W steht für Breitband (50–7000 Hz)
- M steht für gemischte Schmal- und Breitbandtests (mit Breitband als Referenzqualität)

Folgende MOS-Beispiele lassen die Unterschiede der verschiedenen Codecs erkennen:
| Codec (Datenrate)           | Mean Opinion Score (MOS) |
| --------------------------- | ------------------------ |
| AMBE (2,4 kbit/s) (Iridium) | 3,3                      |
| G.723.1 (5,3 kbit/s)        | 3,65                     |
| G.729a (8 kbit/s)           | 3,7                      |
| G.726 (32 kbit/s)           | 3,85                     |
| G.723.1 (6,3 kbit/s)        | 3,9                      |
| G.729 (8 kbit/s)            | 3,92                     |
| G.711 (64 kbit/s)           | 4,4                      |
| G.722 (64 kbit/s)           | 4,5                      |